# Paraguayi guaraní
A guaraní Paraguayban használatos hivatalos fizetőeszköz. 1943. október 5-én vezették be.

## Története
2009. október 21-én a Központi Bank bejelentette, hogy 2011-ben újraértékelik a valutát. 1000 guaraní 1 új guaranít fog érni. A bevezetendő érmék címletei: 5, 10, 50 céntimo és 1 guaraní. A bankjegyek címletei: 2, 5, 10, 20, 50, 100. A bankjegyek mind polimerből készülnek. 2014. január 6-ig együtt lesz forgalomban a jelenlegi és az új guaraní. Később bejelentették, hogy elhalasztják az új pénznem bevezetését.

## Érmék

### 1968-as sorozat
1968 óta vannak csak érmék, előtte csak bankjegyek voltak. Az érméket 2006 óta Szlovákiában verik. 2007-ben vezették be az 1000 guaranís érmét.
| Érték       | vastagság | átmérő   | súly   | anyag                     | Kibocsátás |
| ----------- | --------- | -------- | ------ | ------------------------- | ---------- |
| 50 guaraní  | 1,43 mm   | 21,75 mm | 3,75 g | 93% acél, 2% cink, 5% réz | 2006       |
| 100 guaraní | 1,79 mm   | 24 mm    | 5,5 g  | 93% acél, 2% cink, 5% réz | 2006       |
| 500 guaraní | 2 mm      | 27 mm    | 8 g    | 93% acél, 2% cink, 5% réz | 2006       |

## Bankjegyek

### 1943-as sorozat
1990-ben bocsátották ki az 50 000 guaraníst, majd 8 év múlva a 100 000 guaraníst. 2008 decemberében új színezetű 20 és 100 ezres bankjegyet helyeztek forgalomba. 2009. december 11-én 2000 guaranís polimer alapú bankjegyet bocsátottak ki. 2013. január 14-től az 5 000 guaranís papír alapú bankjegy helyett polimer alapú bankjegyet bocsátottak ki.
| Névérték        | Méret       | Szín        | Leírás                                            | Leírás                              | Dátumok   | Dátumok    | Dátumok     | Dátumok |
| Névérték        | Méret       | Szín        | Előoldal                                          | Hátoldal                            | nyomtatás | kibocsátás | visszavonás |         |
| --------------- | ----------- | ----------- | ------------------------------------------------- | ----------------------------------- | --------- | ---------- | ----------- | ------- |
| 20 000 guaraní  | 157 x 67 mm | kék, zöld   | La Mujer Paraguaya (paraguayi nő) kezében vázával | Banco Central del Paraguay székháza | ?         | 2008       | forgalomban |         |
| 50 000 guaraní  | 157 x 67 mm | zöld, lila  | Agustín Barrios, Paraguay térképe                 | gitár                               | 1990      | 1990       | forgalomban |         |
| 100 000 guaraní | 157 x 67 mm | zöld, sárga | San Roque González de Santa Cruz                  | Itaipu-gát a Paraná-folyón          | ?         | 2008       | forgalomban |         |

## Külső hivatkozások
- Bankjegyek
- Guaraní újraértékelése 2011-ben Archiválva 2009. december 29-i dátummal a Wayback Machine-ben (spanyolul)